# بلياردو كاروم
لعبة كاروم بلياردو، التي تسمى أحيانًا بلياردو كارامبول، هي العنوان الشامل لعائلة من رياضات البلياردو التي تُلعب عمومًا على طاولات بلياردو مغطاة بالقماش وبدون جيوب. في أبسط أشكالها، يكون الهدف من اللعبة هو تسجيل النقاط أو «التهم» عن طريق تسديد الكرة الأساسية للفرد من كل من الكرة الرئيسية للخصم والكرة المرادفة في تسديدة واحدة. يعتبر الاختراع بالإضافة إلى التاريخ الدقيق لمنشأ لعبة بلياردو الكاروم غامضًا إلى حد ما ولكن يُعتقد أنه يمكن إرجاعه إلى فرنسا في القرن الثامن عشر.